# George Ernest Goodman
George Ernest Goodman (Haifa, 8 ottobre 1920 – Kambut, 14 giugno 1941) è stato un militare e aviatore britannico, a volte noto come Randy o Benny Goodman. Fu un asso della Royal Air Force durante la seconda guerra mondiale che volò nel corso della battaglia d'Inghilterra come uno dei "The Few ".  Gli sono state attribuite 10 vittorie individuali e 6 in collaborazione..

## Biografia
Nacque ad Haifa, Palestina, l'8 ottobre 1920 da un padre britannico, Sidney Charles Goodman (1896-1976), e Bida Lerner (1894-1984),  cittadina turca di origine ebraica originaria di Zikhron Ya'aqov. 
Inviato in Gran Bretagna per essere istruito presso la Highgate School di Londra, mentre frequentava la scuola divenne membro dell'Officers' Training Corps.  I suoi genitori lasciarono Haifa nel 1939, quando suo padre fu trasferito a Lagos, in Nigeria, come impiegato civile presso le ferrovie nigeriane. 
In quello stesso anno si arruolò nella Royal Air Force, iniziando a frequentare la No.11 Elementary & Reserve Flying Training di Perth, a partire dal 7 luglio 1939. Dopo lo scoppio della seconda guerra mondiale, il 2 settembre entrò in servizio attivo con una ferma breve (sei anni) e il grado di Acting Pilot Officer. assegnato alla No.9 Flying Training School di Hullavington, e da 23 dello stesso mese, alla No.15 Flying Training School RAF di Lossiemouth per effettuare la conversione al pilotaggio dei caccia Hawker Hurricane. Il 27 febbraio 1940 entrò in servizio presso il No.11 Group RAF, Pool 11 di St Athan assegnato a una Operational Training Unit. 
Il 1 maggio fu assegnato in servizio presso il No.1 Squadron a Vassincourt, Francia, combattendo a partire dal giorno 10 durante la battaglia di Francia. Il 13 maggio gli fu attribuita la prima vittoria a spese di un bombardiere Heinkel He 111, oltre che l'abbattimento condiviso di un cacciabombardiere Messerschmitt Bf 110. Il 14 maggio gli venne assegnato l'abbattimento in collaborazione un He 111, mentre il giorno 17 l'abbattimento di un He 111, che fu l'ultima vittoria in terra di Francia, in quanto il No.1 Squadron ritornò in Gran Bretagna il giorno dopo.  Il 10 luglio fu promosso Pilot Officer.  Si distinse durante le fasi della battaglia d'Inghilterra, abbattendo un Messerschmitt Bf 109 del III./JG 27  il 25 luglio 1940.  L'11 agosto distrusse insieme ad altri piloti un Bf 110,  il 16 agosto abbatté un He 111 del KGr 55 e, in collaborazione, un Bf 110 dello ZG 26, mentre il 18 agosto abbatté in collaborazione un bombardiere Dornier Do 17 del KG 76. Il 6 settembre gli fu riconosciuto l'abbattimento di un  Bf 110; tuttavia durante questa azione il suo aereo venne gravemente danneggiato ed egli fu costretto a salvarsi lanciandosi con il paracadute rimanendo ferito alla spalla. Il suo aereo si schiantò al suolo presso la Brownings Farm, a Chiddingstone Causeway.
Ritornò in azione poco tempo dopo e l'8 ottobre danneggiò uno Junkers Ju 88, e il 27 dello stesso mese gli fu accreditato in condivisione un Do 17. Il 26 novembre venne decorato con la Distinguished Flying Cross.
Il 10 novembre si imbarcò con il No.73 Squadron sulla portaerei Furious per raggiungere il teatro operativo del Medio Oriente. Decollò dal ponte della nave a bordo  dell'Hurricane V7535 verso Takoradi il 29 novembre, e con tappe a Lagos, Accra, Kano, Maiduguri, Khartoum, Wadi Halfa e Abu Sueir, raggiunse il campo d'aviazione di Heliopolis, in Egitto. In rotta verso il Medio Oriente, il 5 dicembre si fermò a Lagos dove rivide sua madre; quando lo squadron partì eseguì un tonneau sulla sua casa. 
Il 4 febbraio 1941 gli fu riconosciuto l'abbattimento di un Bf 110 del III./ ZG 26 su Tobruk e di un caccia Fiat CR.42 Falco su Barce. Il pilota del caccia italiano, che rimase ucciso, era il capitano Guglielmo Chiarini, un asso della 366ª Squadriglia, 151º Gruppo, 53º Stormo Caccia Terrestre. Il 28 febbraio venne promosso Flying Officer.
Il 9 aprile venne nuovamente abbattuto da un  Bf 110 del 7./ZG 26 pilotato dall'Oblt. Georg Christl. L'aereo si incendiò e poi precipitò al suolo, ed egli si lanciò col paracadute atterrando dietro le linee britanniche. Il 14 aprile gli fu assegnato, in collaborazione, l'abbattimento di un ricognitore Henschel Hs 126, mentre il 21 aprile distrusse da solo un cacciabombardiere Junkers Ju 87, ed un altro in collaborazione. Alla fine del mese di aprile gli fu concesso un periodo di congedo, di cui approfittò per andare a visitare le sorelle ad Haifa. Perse la vita il 14 giugno quando il suo aereo, mentre stava attaccando l'aeroporto di Ain El Gazala, venne colpito dal fuoco della contraerea e precipitò al suolo nei pressi di Kambut, causando la morte del pilota.
Il suo corpo è sepolto nel cimitero di guerra di Knightsbridge, Acroma, in Libia (tomba 10.C.21).
A causa della confusione con l'uso più moderno dei palestinesi, nel film I lunghi giorni delle aquile del 1960, Goodman è accreditato erroneamente come pilota da israeliano, sebbene lo Stato di Israele non sia stato proclamato ufficialmente fino al 1948.

### Annotazioni
1. ↑  La coppia si sposò nella chiesa di San Luca ad Haifa, intorno all'inizio del 1920, ed ebbe altre due figlie, Winifred ed Ellen.
2. ↑  Il caccia era al comando dell'oberstleutenant Kirschstein, che rimase ucciso.

### Fonti
1. ↑  (EN) Jean-Paul Gleize, The Few...British aces of WW2, su jpgleize.perso.neuf.fr, 10 ottobre 2013. URL consultato il 19 aprile 2014 (archiviato dall'url originale il 28 aprile 2015).
2. 1 2 3 4 5 6 7 8 9 10 11 12  Unithistories.
3. ↑   Bida Lerner, su Geni. URL consultato il 31 ottobre 2018.
4. 1 2 3 4 5 6 7  The Airmen Stories.
5. ↑  (EN) The London Gazette (PDF), 19 September 1939.
6. 1 2 3  The Battle of Britain.
7. 1 2  Jewish Virtual Library.
8. ↑  (EN) The London Gazette (PDF), n. 35001, 26 November 1940.
9. ↑  (EN) The London Gazette (PDF), n. 35145, 25 April 1941.
10. ↑  Luftwaffe.
11. ↑  BBC WW2 People's War.
12. ↑   Jerry Klinger, George Ernest Goodman, the First Israeli flying Ace, in Jewish Magazine, August–September 2008. URL consultato il 30 gennaio 2020.
13. ↑  Shores, Williams 1994, p. 291.